# Tau, Norge
Tau är en tätort i Strands kommun i Rogaland fylke i sydvästra Norge. Orten ligger vid riksväg 13. Här fanns tidigare en färjeförbindelse med Stavanger innan Ryfylketunneln öppnade 2019 och ersatte den.